# Nemoscolus
Genre
Nemoscolus est un genre d'araignées aranéomorphes de la famille des Araneidae.

## Distribution
Les espèces de ce genre se rencontrent en Afrique, en Europe du Sud et en Australie.

## Liste des espèces
Selon World Spider Catalog (version 21.5, 25/11/2020) :
- Nemoscolus affinis Lessert, 1933
- Nemoscolus cotti Lessert, 1933
- Nemoscolus elongatus Lawrence, 1947
- Nemoscolus kolosvaryi Caporiacco, 1947
- Nemoscolus lateplagiatis Simon, 1907
- Nemoscolus laurae (Simon, 1868)
- Nemoscolus niger Caporiacco, 1936
- Nemoscolus obscurus Simon, 1897
- Nemoscolus rectifrons Roewer, 1961
- Nemoscolus sandersi Kallal & Hormiga, 2020
- Nemoscolus semilugens Denis, 1966
- Nemoscolus tubicola (Simon, 1887)
- Nemoscolus turricola Berland, 1933
- Nemoscolus vigintipunctatus Simon, 1897
- Nemoscolus waterloti Berland, 1920

## Publication originale
- Simon, 1895 : Histoire naturelle des araignées. Paris, vol. 1, p. 761-1084 (texte intégral).